# Партизанский отряд имени Петко Енева
Партизанская бригада имени Петко Енева (болг. Партизански отряд „Петко Енев“) — подразделение Народно-освободительной повстанческой армии Болгарии, находившееся в ведении 5-й Старозагорской повстанческой оперативной зоны. Отряд действовал в районе Нова-Загоры.

## История
В 1943 году в Нова-Загоре появились первые партизанские отряды: была сформирована Новозагорская партизанская рота. В марте 1944 года рота была преобразована в отряд имени Петко Енева — деятеля Болгарской коммунистической партии, погибшего во время Апрельских событий 1925 года. Командиром отряда стал Христо Кожухаров, комиссаром — Слави Баджаков.
Взаимодействуя с партизанским отрядом имени Георгия Димитрова, отряд имени Петко Енева сосредотачивался в Тврдицком проходе на Стара-Планине. Взял каменноугольные шахты «Болгарка», «Бутора», «Надежда», «Тврдица», «Вулкан», «Эрма» и другие. Получал поддержку оружием, боеприпасами и продовольствием.
В апреле 1944 года отряд имени Петко Енева вошёл в состав партизанской бригады имени Георгия Димитрова. 9 сентября 1944 года в составе бригады участвовал в установлении власти Отечественного фронта в Нова-Загоре.